# تخریب (ساختمان)

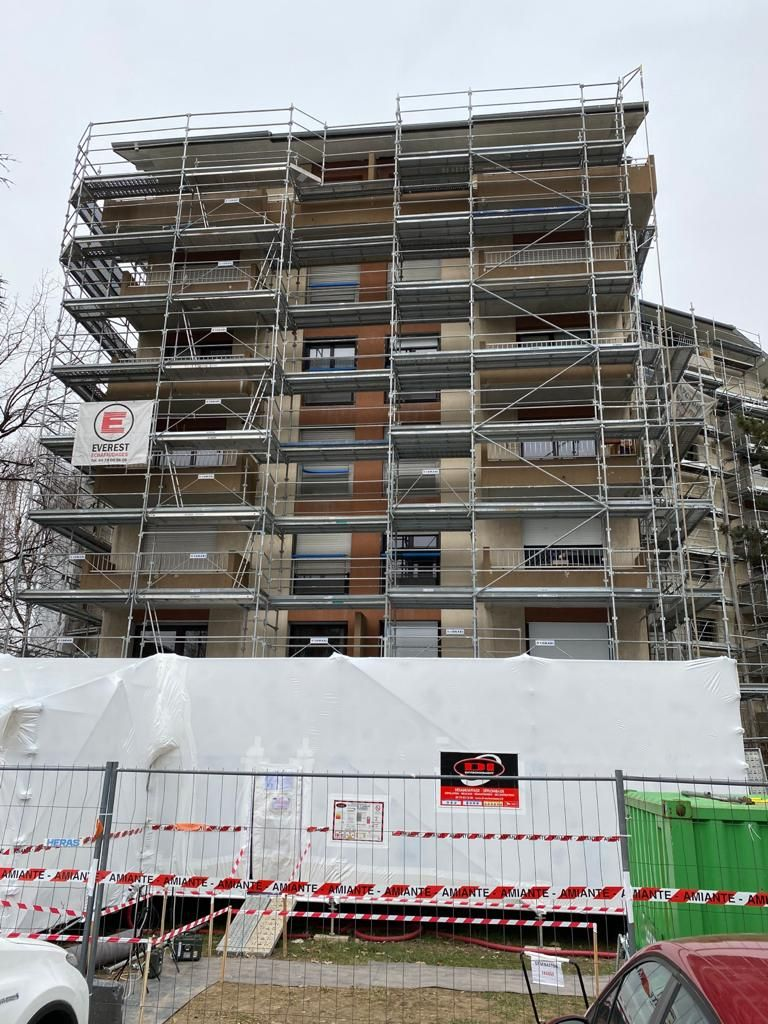
تخریب (ساختمان)

در زمینه ساختار فیزیکی، تخریب ساختمان شامل تخریب انتخابی اجزای ساختمان به ویژه برای بازیافت مورد استفاده می‌باشد و مدیریت مواد دفعی می‌باشد. این مورد با تخریبی متفاوت است که در آن یک محل خاص با شدیدترین روش‌ها به‌طور کلی از ساختمان‌ها پاکسازی می‌گردد. تخریب به عنوان ساخت معکوس خوانده می‌شود. فرایند تخریب ساختمان‌ها، به عنوان یک فعالیت قدیمی مطرح است که با حوزه علمی در حال توسعه روش پایدار و سبز ساختمان ارتباط دارد. ساختمان‌ها همانند هرچیز دیگر چرخه حیاتی دارند. تخریب ساختمان بر استفاده از مواد به کار رفته در ساخت ساختمان در شرایطی مربوط است که دیگر نمی‌توان از ساختمان استفاده نمود.
هنگامی که ساختمان به پایان طول عمر مفید خود می‌رسد، معمولاً تخریب شده و در برخی از قسمت‌ها نگاه داشته می‌شود. انفجارهای ساختمانی یا تخریب دیواره‌ها برخی از انواع سبک‌های تخریب هستند که نسبتاً ارزان قیمت بوده و روش پاکسازی محل برای ساختمان‌های ایجاد کرده و فراهم می‌سازند. از سویی دیگر این روش‌ها مقادیر زیادی مواد دفعی را ایجاد می‌نمایند. اجزاء در ساختمان‌های جدید هنوز هم ممکن است ارزشمند باشند و برخی مواقع ارزشمندتر از زمان ساخت ساختمان هستند. تخریب به ویژه برای برداشت آن چیزی است که معمولاً تحت عنوان مواد دفعی خوانده می‌شود و می‌توان از آن‌ها به عنوان مواد ساختمانی استفاده کرد.

## تأثیر در پایداری
تخریب ارتباط عمده با پایداری زیست‌محیطی دارد. به علاوه ایجاد یک چرخه حیاتی جدید برای مواد، تخریب ساختمان‌ها به کاهش نیاز به استفاده از منابع جدید کمک می‌کند. این مورد می‌تواند به کاهش انرژی و پراکنش حاصل از اصلاح و تولید مواد جدید بینجامد. از آنجا که تخریب اغلب در سطح محلی صورت می‌گیرد و به صورت درون جا انجام می‌پذیرد، انرژی و پراکنش نیز در جابجایی مواد صرفه جویی می‌شود. تخریب به صورت بالقوه می‌تواند از جوامع با تأمین مشاغل محلی و ساختمان‌های تجدید شده حمایت نماید. تخریب معمولاً با استفاده از ۳ تا ۶ کارگر برای هر یک نفر که در مشاغل تخریب مشابه صورت می‌گیرد انجام می‌پذیرد. به علاوه، مواد دورریز جامد حاصل از فرایند تخریب مرسوم از محل دور می‌شوند. این مورد منافع عمده‌ای دارد زیرا ساخت و تخریب و مواد دورریز حاصل از آن‌ها تقریباً ۲۰٪ جریان دفع مواد جامد را به خود اختصاص می‌دهند.

## مزایای اجتناب از دفع چوب
در کانادا، اتحادیه پیمان عدم مصرف دی اکسید کربن وبسایتی را ایجاد نموده است که منابع را برای قانونگذاران و شهرداری‌ها، ایجاد کنندگان و پیمانکاران، مالکان تجارت و اپراتورها مشخص نموده و برای افراد و خانوارها تعیین می‌نماید. منافع برای شهرداری‌ها شامل موارد زیر می‌باشد:
کاهش هزینه‌های دفع که در آن‌ها جمع‌آوری مواد دفعی، دورریز یا حذف آن‌ها بر مبنای مسائل مالیاتی پشتیبانی می‌شود.
ایجاد جریان‌های منافع بیشتر
دوام بیشتر مناطق دفع مواد
کاهش پراکنش گازهای گلخانه‌ای ایجاد شده در نتیجه تجزیه مواد دفعی چوبی و تبدیل آن‌ها به متان
تحریک رشد اقتصاد محلی با ایجاد صنایع جدید و افزایش اشتغال
بهبود محیط محلی و پایداری کلی جامعه.
برای هر ۳ فوت مربع تخریب، الوار کافی را می‌توان برای ایجاد یک فوت مربع ساختمان جدید حاصل نمود. با توجه به این میزان، در صورتی که تخریب جایگزین تخریب مناطق مسکونی گردد، آمریکا می‌تواند چوب بازیافت شده کافی را برای ایجاد ۱۲۰ هزار خانه جدید در هر سال تولید نماید.
تخریب یک چارچوب چوبی ۲۰۰۰ فوت مربعی می‌تواند ۶۰۰۰ فوت از الوار قابل استفاده مجدد را ایجاد نماید. هر ساله، آمریکا، حدود ۳۳ میلیون تن ساختمان چوبی را دفع نموده و بقایای حاصل از تخریب را در مناطقی از زمین قرار می‌دهد. از آنجا که میکروارگانیزم‌های بی‌هوازی این چوب را تخریب می‌نمایند می‌توانند حدود ۵ میلیون تن معادل کربن را به شکل گاز متان تولید کنند.

## روش‌های معمول تخریب
تخریب معمولاً به دو طبقه‌بندی تقسیم می‌شود که شامل ساختار و غیرساختار می‌باشد. تخریب غیرساختاری تحت عنوان ایجاد حالت نواری نرم خوانده می‌شود و از کاربرد غیرساختمانی، دستگاه‌ها، درب، پنجره و مواد تکمیل شده تشکیل شده‌است. استفاده مجدد از این انواع مواد معمول بوده و در بسیاری از موقعیت‌ها و محل‌ها بازار خاصی را به خود اختصاص داده است. تخریب ساختمانی شامل جداسازی اجزای ساختمانی یک ساختمان می‌باشد. معمولاً، این مورد تنها برای استفاده از مواد معدنی کم هزینه مانند آجرهای مورد استفاده، سنگ و چوب اضافی انجام می‌شود. در گذشته، ساختمان‌های سنگی را خراب نموده و از سنگ آن مجدداً استفاده می‌کردند.
همچنین دزدیدن سنگ‌ها از ساختمان‌هایی مرسوم بوده‌است که به‌طور کامل تخریب نشده بودند. این مورد مفهوم ادبی کلمه دیلاپیداتد می‌باشد. استفاده از آجر و سنگ آهک به‌طور خاص، سابقه طولانی در استفاده مجدد و بازیافت دارد و دلیل آن قابلیت دوام و تغییر رنگ آن‌ها در طول زمان می‌باشد.
اخیراً، افزایش شناخت و آگاهی زیست‌محیطی و همچنین آشنایی با روش‌های ساخت و ساز پایدار سبب شده‌است که محدوده گسترده‌ای از مواد ارزش تخریب ساختمانی را داشته باشند. مواد معمول مانند الوارهای مورد استفاده در ساختمان‌ها، بخشی از این بازار جدید در حال توسعه می‌باشند.
به همین ترتیب آمریکا، از تخریب ساختمان‌ها از جنبه‌های گوناگون استفاده نموده‌است. روش‌های ساخت و ساز انبارها، در میان ساختارهای پایه دیگر، معمولاً نسبتاً ساده است. آن‌ها معمولاً شامل مقادیر زیادی الوار بوده و از حداقل مواد چسبنده و مواد نهایی استفاده می‌نمایند. به علاوه، ساختمان‌ها اغلب مشخص هستند و فرایند تخریب چندین ساختمان بسیار ساده‌تر است. بسیاری از این انبارهای قدیمی، در دوره قبل از جنگ جهانی دوم ساخته شده‌اند و سن آن‌ها به زمانی می‌رسد که دیگر باید تخریب شوند. تخریب به دلیل فراوانی نیروی کار نظامی و دستیابی به مقادیر زیاد مواد باقی‌مانده بسیار مطلوب است.
بلایای طبیعی مانند طوفان، گردباد، سیلاب، سونامی و زمین لرزه، اغلب مقادیر زیادی مواد ساختمانی قابل استفاده را بر جای می‌گذارد. ساختمان‌هایی که بر جای مانده‌اند، اغلب تخریب می‌شوند تا مواد برای بازسازی منطقه تهیه شود.

## پتانسیل اقتصادی
مطلوبیت اقتصادی تخریب در پروژه‌های گوناگون متفاوت است. مقادیر زمان و هزینه نیروی کار به عنوان مسائل اصلی در این زمینه مطرح است. برداشت مواد از یک ساختمان می‌تواند چندین هفته به طول انجامد در حالی که تخریب تقریباً در یک روز پایان می‌یابد. اگرچه برخی از این مواد و شاید همگی آن‌ها قابل بازیافتند.
استفاده مجدد بازیافت مواد در یک ساختمان درون جا یا آنسایت، فروش مواد بازیافتی، ارائه مواد برای پاسخگویی به هزینه‌های مالیاتی و اجتناب از هزینه‌های مرتبط با مناطق همگی روش‌هایی هستند که از طریق آن‌ها می‌توان هزینه‌های این روش تخریب را با تخریب کلی مقایسه نمود. دریافت مواد برای یک ساختمان آنسایت یا درون جایی به عنوان اقتصادی‌ترین و کارآمدترین گزینه از نظر زیست‌محیطی مطرح است.
هزینه‌های ایجاد و هزینه‌های استفاده از مواد جدید قابل اجتناب است و جابجایی مواد نیز موجود نخواهد بود. فروش مواد استفاده شده یا بخشیدن آن‌ها به سازمان‌های غیرانتفاعی یکی دیگر از روش‌های کارآمد دستیابی به سرمایه می‌باشد. بخشش به NPO مانند سازمان‌های خیریه در کسر مالیات نیز نقش دارد.
این احتمال وجود دارد تا ارزش آن‌ها را نصف آن چیزی دانست که مواد خام هزینه را به همراه دارند. هنگامی که اجزای نادر یا قدیمی ارائه می‌گردند، برخی مواقع می‌توان ارزش بالاتر را نسبت به مواد جدید و قابل مقایسه در نظر گرفت.
همچنین می‌توان ارزش را به ساختمان‌های جدید استفاده نمود که با اجرای مواد بازیافتی ایجاد شده‌است. برنامه سازمان ساختمانی سبز در آمریکا مدیریت انرژی و طراحی زیست‌محیطی را بر عهده دارد که ۷ مورد اعتباری مرتبط با بازیافت مواد را شامل می‌شود (۷ مورد از حداکثر ۶۹ مورد اعتباری). این مورد شامل اعتبار برای بازیافت مواد ساختمانی، بازیافت مواد و همچنین تبدیل مواد دفعی از قسمت‌های گوناگون می‌باشد.
بازیافت پوشش‌های ساختمانی برای پوشش ساخته شده از سنگ‌ها مطلوب و مفید است. تخریب بر مبنای مشاغل آموزشی در حوزه تجارت ساختمانی مطلوب است. تخریب ساختمان یکی از روش‌های بسیار عالی برای کارگران است تا فرابگیرند که چگونه می‌توانند یک ساختمان را بسازند. این مورد برای ریکاوری مرتبط اقتصادی جمعیت‌های درون‌شهری بسیار حیاتی می‌باشد. کارگران غیرماهر یا کم مهارت می‌توانند آموزش‌های شغلی را در این زمینه از ابزار نجاری پایه و روش‌های مربوط به آن فرابگیرند و همچنین کار تیمی، حل مسئله، تفکر انتقادی و عادات کاری مناسب را فرابگیرند.
فرایند هنگام انتخاب برای تخریب یک ساختمان، برخی از جنبه‌های حائزاهمیت وجود دارد که باید مورد توجه قرار بگیرند. ایجاد فهرستی از قراردادهای محلی که می‌توانند از مواد استفاده نمایند اولین گام ضروری به‌شمار می‌آید. این مورد می‌تواند شامل فعالیت‌های تجاری مصرف معماری تجاری، احیای وضعیت حیاط‌ها، انبارهای سرمایه‌گذاری اجتماعی و غیرانتفاعی و همچنین پیمانکاران گوناگون باشد.
موادی که نمی‌توان آن‌ها را دفن نمود باید مجدداً به صورت درون جا یا برون جا بازیافت گردند یا به مناطق گوناگون انتقال داده شوند. مرحله بعد شامل تشخیص و تعیین این مورد است که کدامیک از مواد خطرناک هستند. رنگ‌های سربی و آبسستوها دو مورد از موادی هستند که به شکل گسترده باید با دقت مورد استفاده قرار گیرند و به شکل مناسب دفن شوند.
این مورد یک روش معمول است و عنوان می‌گردد که در آغاز باید نوارهای درون ساختمانی مورد توجه قرار گیرد. تمامی تجهیزات، دریچه‌ها، درها و مواد نهایی دیگر را حذف نمایید. این مورد در درصد عمده‌ای از اجزای قابل ارائه به بازار نقش دارند. پس از اینکه تخریب غیرساختاری صورت گرفت، تخریب ساختمان مرحله بعدی می‌باشد. بهترین مورد در این زمینه شروع از سقف و کار به سمت پایه فونداسیون می‌باشد.
اجزای ساختمانی که جدا شده‌اند باید در یک محل ایمن و خشک نگاهداری شوند. این مورد از آن‌ها در مقابل آسیب آب و سرقت مراقبت می‌نماید. هنگام جداسازی از ساختمان، مواد پاکسازی شده یا مجدداً تکمیل می‌شوند تا افزایش ارزش گردد. ساختمان‌ها فهرست مشخصی از مواد را شامل می‌گردند که می‌تواند به تعیین این مورد کمک کند که هرکدام از آیتم‌ها به کجا فرستاده شوند.

## طراحی تخریب
پایان عمر مفید ساختمان سبب ایجاد جریانی از مواد مورد استفاده می‌گردد که می‌توان آن‌ها را برای ساختمان جدید فرآوری نمود. انتخاب مواد برای بازیافت و استفاده مجدد نباید در پایان طول عمر ساختمان صورت گیرد بلکه باید در مرحله طراحی انجام گیرد. معماران و طراحان کل چرخه حیاتی ساختمان را به خاطر می‌سپارند و مواد ساختمانی را بر مبنای ظرفیت آن‌ها انتخاب می‌نمایند تا بتوانند از آن‌ها مجدداً پس از استفاده از ساختمان در اهداف مورد نظر استفاده کرد.
یک رویکرد جریان افزایشی برای تخریب را می‌توان در ساختمان‌ها در فرایند طراحی استفاده نمود. این مورد گرایش موجود در معماری پایدار می‌باشد. اغلب روش‌های ساختمانی ساده با مواد بادوام و درجه بالا ترکیب می‌شوند که به بهترین نحوی برای ساختمان‌های DFE استفاده می‌شود.
جداسازی لایه‌های گوناگون زیرساخت‌های ساختمانی و ایجاد قابلیت مشاهده در آن‌ها به‌طور معنی داری سبب ساده‌سازی تخریب آن‌ها می‌گردد. ایجاد اجزاء درون سیستم‌های قابل جداسازی سبب می‌شود که بتوان مواد گوناگون به شکل کارآمدی جدا ساخت. این مورد با استفاده از عوامل تثبیت‌کننده مکانیکی قابل انجام است که از آن جمله می‌توان به توپی‌ها و قسمت‌های اتصالی اشاره نمود که اجازه می‌دهد دسترسی فیزیکی به مواد سخت‌کننده یکی دیگر از جنبه‌های مورد نیاز این طراحی گردد.
همچنین نکته حائزاهمیت استفاده از مواد استاندارد و سازماندهی آن‌ها در حالت باثبات در پروژه می‌باشد. برخی از روش‌های ساختاری مرسوم مواد به سختی قابل تخریب بوده و هنگامی می‌توان از این مورد اجتناب نمود که ساختمان طراحی می‌گردد. استفاده از میخ‌ها و مواد چسبنده به‌طور معنی داری سبب کند شدن فرایند تخریب شده و نمی‌توان از مواد تخریبی استفاده کرد.
اجتناب از استفاده از مواد خطرناک در محیط طبیعی و همچنین عدم استفاده از مواد غیرقابل تجدید اهمیت زیادی دارد. استفاده از رده‌های مواد ترکیبی سبب می‌شود فرایند تشخیص قطعات گوناگون برای فروش مجدد مشکل گردد. تخریب اهمیت زیادی در انتهای طول عمر ساختمان دارد. ساختمان‌هایی که با به خاطر داشتن فرایند تخریب طراحی شده‌اند، اغلب به سادگی قابل حفاظت بوده و برای کاربردهای جدید مناسب هستند.
صرفه جویی در فضای داخلی برای پاسخگویی به نیازهای جدید تضمین می‌کند که ساختمان‌های جدید تأثیرات زیست‌محیطی محدودی دارند. یک عامل حائزاهمیت دیگر، ساختمان واحد می‌باشد که از آن جمله می‌توان به پروژه هپیتاد ۶۷ در مونترئال کانادا اشاره نمود. این مورد یک ساختمان مسکونی تشکیل شده از بخش‌های کارکردی و جداگانه می‌باشد که به اشکال گوناگون در کنار یکدیگر قرار می‌گیرد. هنگامی که افراد داخل یا خارج می‌شوند، واحدها را می‌توان در صورت نیاز مجدداً طبقه‌بندی نمود.